# Phyllachora elaeocarpi
Phyllachora elaeocarpi är en svampart som först beskrevs av T.S. Ramakr. & K. Ramakr., och fick sitt nu gällande namn av Kamat, Seshadri & A. Pande 1976. Phyllachora elaeocarpi ingår i släktet Phyllachora och familjen Phyllachoraceae.   Inga underarter finns listade i Catalogue of Life.